# Leucauge tredecimguttata
Leucauge tredecimguttata este o specie de păianjeni din genul Leucauge, familia Tetragnathidae. A fost descrisă pentru prima dată de Simon, 1877.
Este endemică în Filipine. Conform Catalogue of Life specia Leucauge tredecimguttata nu are subspecii cunoscute.